# Џо Текори
Џо Текори (енгл. Joe Tekori; 17. децембар 1983) професионални је рагбиста и репрезентативац Самое, који тренутно игра за Тулуз (рагби јунион).

## Биографија
Висок 198 цм, тежак 122 кг, Текори је пре Тулуза играо за Олимпик Кастр и Оукленд рагби. За репрезентацију Самое је до сада одиграо 34 тест мечева и постигао 4 есеја.